# Brethren
Brethren – jednostka osadnicza w Stanach Zjednoczonych, w stanie Michigan, w hrabstwie Manistee.